# شريان مرافق للعصب الإسكي
الشريان المرافق للعصب الإسكي هو شريان طويل ونحيف في منطقة الفخذ، متفرع من الشريان الألوي السفلي، و يرافق العصب الوركي لمسافة قصيرة. ثم يخترقه ،ويسير إلى الجزء السفلي من الفخذ.